# 群馬県道24号高崎伊勢崎線
群馬県道24号高崎伊勢崎線（ぐんまけんどう24ごう たかさきいせさきせん）は、群馬県高崎市から伊勢崎市に至る県道（主要地方道）である。

## 概要
本県道は、高崎市田町から佐波郡玉村町を経由しながら東進し、伊勢崎市今泉町2丁目までを結ぶ路線である。この現道のほかに、高崎市栄町の高崎駅東口から上中居町までを結ぶ東毛広域幹線道路の一部を構成する区間がある。

### 路線データ
- 総延長 : 21.1794 km[1]
  - 実延長 : 14.0350 km[1]
  - 重用延長 : 7.1444 km[1]
- 起点 : 群馬県高崎市田町（田町北交差点＝国道354号・群馬県道25号高崎渋川線交点）
- 終点[2] : 群馬県伊勢崎市今泉町2丁目（市役所東交差点＝国道462号・群馬県道14号伊勢崎深谷線交点、群馬県道18号伊勢崎本庄線・群馬県道74号伊勢崎大胡線起点）

## 歴史
- 1954年（昭和29年）8月10日 - 本県道が認定される[1]。
- 1993年（平成5年）5月11日 - 建設省から、県道高崎伊勢崎線が高崎伊勢崎線として主要地方道に指定される[3]。

## 路線状況
現道は、まず起点の高崎市・田町北交差点から国道354号と重複しながら東進し、下大類町東交差点で分岐する。ここからは群馬県道13号前橋長瀞線と150mほど重複し（常慶橋を通過し）、上滝町交差点で分岐する。上滝町交差点を過ぎると関越自動車道の高架をくぐり、さらに約5kmほど進むと佐波郡玉村町・福島交差点で群馬県道40号藤岡大胡線と重複する。県道40号とともに利根川にかかる福島橋を渡ると、福島橋北交差点（福島橋三叉路）で群馬県道11号前橋玉村線と交差、上福島交差点で県道40号と分岐する。やがて伊勢崎市に入るとしばらく東進し、連取元町交差点で群馬県道18号伊勢崎本庄線と群馬県道74号伊勢崎大胡線に合流する。最後に両路線と重複しながらさらに東進し、終点の市役所東交差点へと至る。
東毛広域幹線道路の一部を構成する区間は、2012年3月28日に6車線の道路として供用されており、高崎市栄町の高崎駅東口（群馬県道12号前橋高崎線交点）から上中居町（国道354号バイパス交点）までを結ぶ。ただし、この区間は道路標示などでは国道354号バイパスの一部として案内されており、高崎駅東口の起点にも国道354号の標識が設置されている。

### 通称
- 八間道路（高崎市）
- 伊勢崎街道（高崎市）
- 長瀞線（高崎市綿貫町・下大類町東交差点 - 上滝町・上滝町交差点）

### 重複区間
- 国道354号（起点 - 高崎市綿貫町・下大類町東交差点）
- 群馬県道13号前橋長瀞線（現道）（高崎市綿貫町・下大類町東交差点 - 上滝町・上滝町交差点）
- 群馬県道40号藤岡大胡線（現道）（玉村町福島・福島交差点 - 上福島・上福島交差点）
- 群馬県道18号伊勢崎本庄線・群馬県道74号伊勢崎大胡線（伊勢崎市連取町・連取元町交差点 - 終点）

### 交差する河川
- 井野川（常慶橋、高崎市綿貫町・下大類町東交差点 - 上滝町・上滝町交差点）
- 滝川（上滝橋、高崎市上滝町/下滝町・上滝町東交差点 - 上滝町）
- 利根川（福島橋、玉村町福島 - 上福島・福島橋北交差点）
- 藤川（藤川橋、玉村町樋越 - 伊勢崎市西上之宮町）
- 東藤川（西上橋、伊勢崎市西上之宮町）
- 韮川放水路（東上橋、伊勢崎市東上之宮町）
- 韮川（吉原橋、伊勢崎市田中町 - 連取町）
- 広瀬川（広瀬大橋、伊勢崎市連取町 - 上泉町）

## 地理

### 通過する自治体
- 高崎市
- 佐波郡玉村町
- 伊勢崎市

### 交差する道路

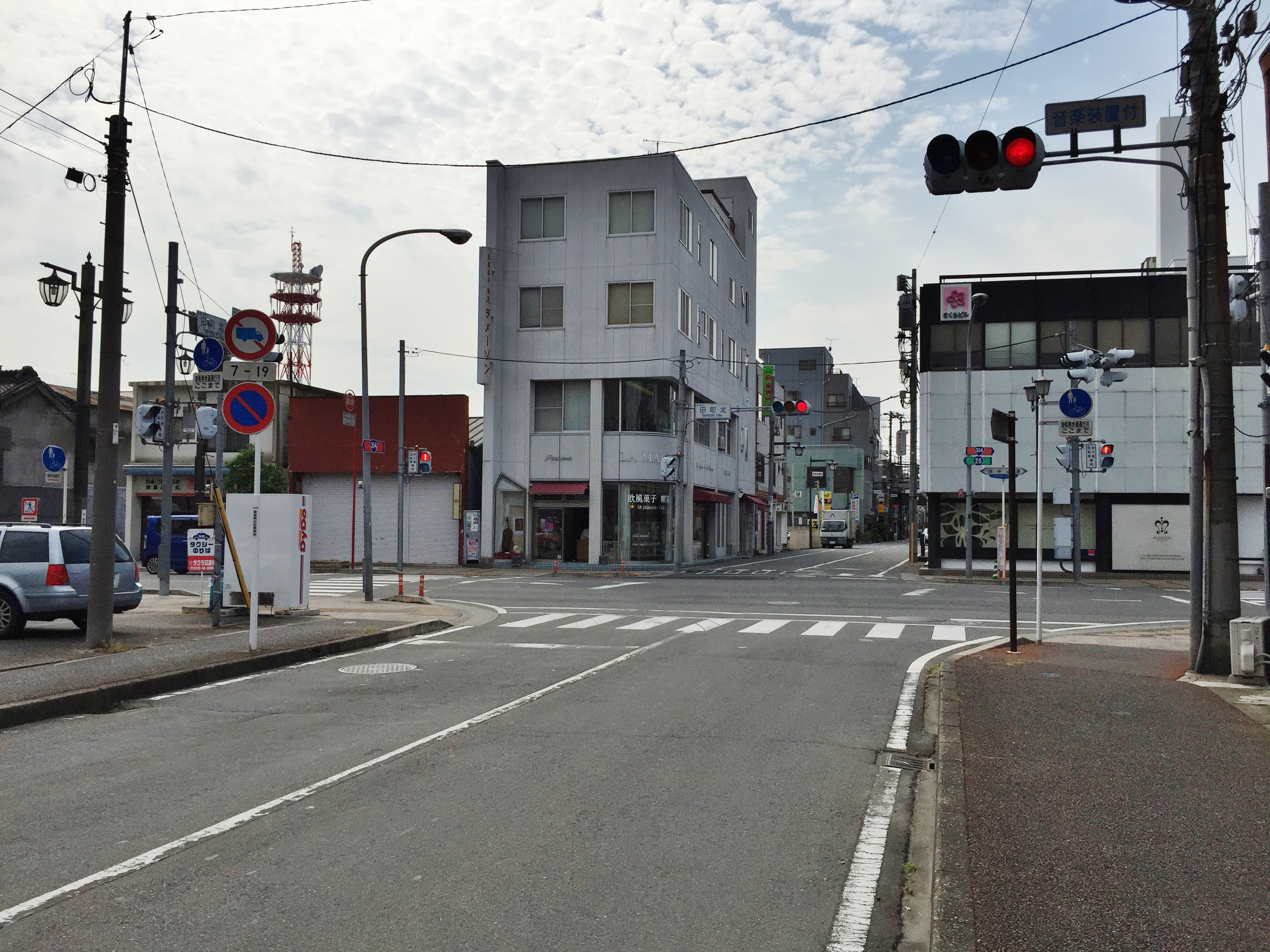
高崎市・田町北交差点
（起点、2015年9月）
写真手前方向が国道354号・県道24号、写真右方向が国道354号・県道25号、写真左方向が県道25号、写真奥正面が市道である

- 国道354号・群馬県道25号高崎渋川線（高崎市田町・田町北交差点、起点）
- 群馬県道12号前橋高崎線（高崎市江木町・江木町交差点）
- 国道354号（高崎市綿貫町・下大類町東交差点）
- 群馬県道13号前橋長瀞線 現道（高崎市綿貫町・下大類町東交差点）
- 群馬県道13号前橋長瀞線 現道（高崎市上滝町・上滝町交差点）
- 群馬県道13号前橋長瀞線 バイパス（高崎市上滝町）
- 群馬県道40号藤岡大胡線 現道（玉村町福島・福島交差点）
- 群馬県道11号前橋玉村線（玉村町上福島・福島橋北交差点）
- 群馬県道40号藤岡大胡線 現道、群馬県道40号藤岡大胡線（バイパス）（玉村町上福島・上福島交差点）
- 群馬県道104号駒形柴町線（伊勢崎市田中町・田中十字路交差点）
- 群馬県道18号伊勢崎本庄線・群馬県道74号伊勢崎大胡線（伊勢崎市連取町・連取元町交差点）
- 国道462号・群馬県道14号伊勢崎深谷線（群馬県伊勢崎市今泉町、終点）

### 沿線にある施設など
- 高崎市立城東小学校（高崎市江木町）
- 高崎市立大類小学校（高崎市南大類町）
- サンリバー常慶住宅団地（高崎市下大類町）
- 高崎市歴史民俗資料館（高崎市上滝町）
- 高崎市立高南中学校（高崎市上滝町/下滝町）
- 板井団地（玉村町板井）
- 辰巳団地（玉村町板井）
- 町営上福島団地（玉村町上福島）
- 株式会社群馬県食肉卸売市場（玉村町上福島）
- 群馬県立伊勢崎興陽高等学校（伊勢崎市上泉町）
- 群馬県立伊勢崎清明高等学校（伊勢崎市今泉町2丁目）
- 伊勢崎市立南小学校（伊勢崎市上泉町）
- 伊勢崎市役所（伊勢崎市今泉町2丁目）

沿線（東毛広域幹線道路）
- 高崎駅（JR上越新幹線・JR北陸新幹線・JR高崎線・JR上越線・JR信越本線・上信電鉄上信線）（高崎市八島町）
- 高崎タワー21（高崎市タワー美術館）（高崎市栄町）
- 高崎河川国道事務所（高崎市栄町）